# Leptopeza
Leptopeza is een geslacht van insecten uit de familie van de Hybotidae, die tot de orde tweevleugeligen (Diptera) behoort.

## Soorten
Deze lijst van 6 stuks is mogelijk niet compleet.
- L. antennalis Melander, 1928
- L. borealis Zetterstedt, 1842
- L. compta Coquillett, 1895
- L. disparilis Melander, 1902
- L. flavipes (Meigen, 1820)
- L. ruficollis (Meigen, 1820)